# Karagiye

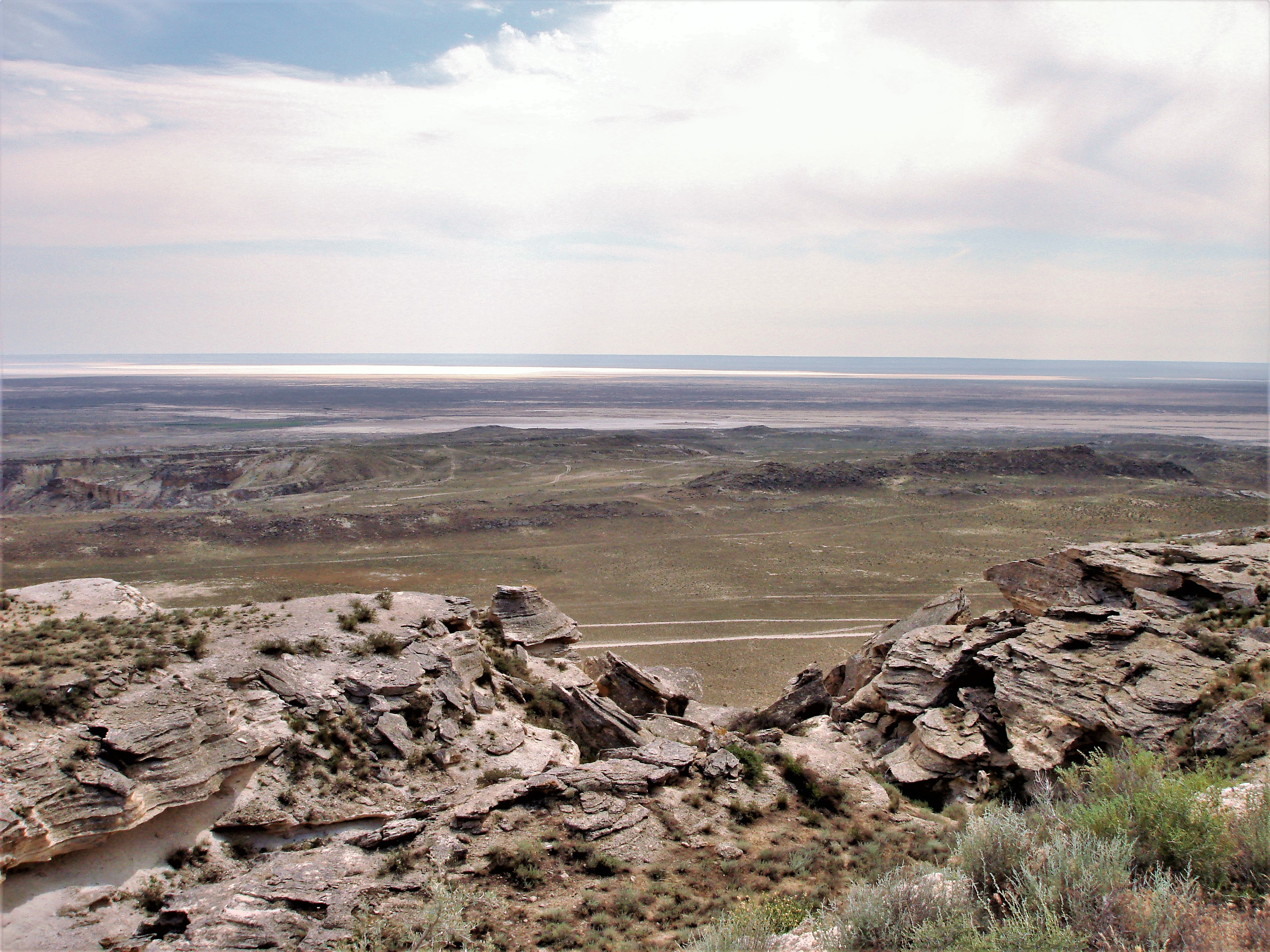
Karagiye

Karagiye is een laagvlakte in het district Qaraqīyan (Қарақиян) in Kazachstan, ten zuidoosten van de stad Aqtau, onderdeel van de Kaspische Laagte. In de depressie bevindt het laagste punt, Vpadina Kaundy, zich op 132 meter onder zeeniveau. Het was het laagste punt van de Sovjet-Unie en is nu het laagste punt van Kazachstan. Het is het op vier na laagste punt op de aarde, na de Dode Zee, het Assalmeer (Danakildedepressie), de Turpanlaagte en de Qattara-depressie.